# Giuseppe Sanarelli
Giuseppe Sanarelli (né le 24 avril 1864 à Monte San Savino, une commune de la province de Arezzo, en Toscane et mort le 6 avril 1940 à Rome) est un médecin et bactériologiste italien de la fin du XIXe et du début du XXe siècle.

## Biographie
Giuseppe Sanarelli enseigne l’hygiène à l'université de Sienne (1895), à l'université de Bologne (1898) et à l'université de Rome « La Sapienza » (1915), dont il devient recteur en 1922-1923. Il fonde et dirige l'Institut d’hygiène expérimentale de l’université de Montevideo
Il travaille notamment sur le bacille de la fièvre jaune et est le premier à faire le lien entre le Bacillus icteroides et cette maladie. Ce sera prouvé par James Carroll (1854-1907).

## Liste partielle des publications
- Lo stato attuale del problema malarico. Rilievi e proposte (Rome, 1925).